# Grupo Táctico de Batallón
Un grupo táctico de batallón (en ruso: Батальонная тактическая группа, batal'onnaya takticheskaya gruppa), abreviado como BTG, es una unidad de maniobra de armas combinadas desplegada por el ejército ruso que se mantiene en un alto nivel de preparación. Un BTG generalmente comprende un batallón (generalmente infantería mecanizada) de dos a cuatro compañías reforzadas con unidades de apoyo de defensa aérea, artillería, ingeniería y logística, formadas a partir de una brigada del ejército guarnecida. Una compañía de tanques y artillería de cohetes suele reforzar tales agrupaciones. Los BTG formaron el pilar de la intervención militar de Rusia en Ucrania de 2013 a 2015, particularmente en la Guerra en Donbas.
En agosto de 2021, el ministro de defensa de Rusia declaró que el país tenía alrededor de 170 BTG. Cada BTG tiene aproximadamente entre 600 y 800 oficiales y soldados, de los cuales aproximadamente 200 son soldados de infantería, equipados con vehículos que normalmente incluyen aproximadamente 10 tanques y 40 vehículos de combate de infantería.

## Historia

### El periodo soviético
Durante la Guerra Fría, el ejército soviético estructuró sus formaciones tácticas con el regimiento de maniobra como la fuerza de armas combinadas más pequeña y sus batallones subordinados como formaciones de tanques "puros" o fusiles motorizados. En la práctica, los soviéticos reforzaron sus batallones en agrupaciones temporales de armas combinadas durante los ejercicios de campo. Dependiendo de la misión asignada, un batallón podría recibir tanques adicionales o infantería con rifles motorizados, además de elementos de apoyo como artillería, defensa aérea, ingenieros o unidades de reconocimiento. Por ejemplo, un batallón de tanques puede reforzarse con una compañía de infantería, un batallón de artillería y un pelotón de ingenieros para transformarlo en una fuerza de armas combinadas.
Los escritores militares soviéticos utilizaron el término "grupo táctico" para describir las formaciones de armas combinadas de la OTAN, con "grupos tácticos de compañía" para describir los equipos de compañía y "grupos tácticos de batallón" para las fuerzas de tarea de batallón. En 1987, se utilizó "grupo táctico de batallón" para describir los batallones de armas combinadas soviéticos. Se vieron grupos tácticos de batallón en la guerra afgana-soviética.[cita requerida]
Los soviéticos ampliaron el concepto de batallón de armas combinadas como parte del plan de reestructuración "Ejército 2000" para hacer que el ejército sea más ágil y versátil para la guerra futura. Un elemento de este plan fue la "División 87", que requería la adición permanente de una compañía de tanques a cada batallón de fusileros motorizados para convertirlos en un precursor de un batallón de armas combinadas más grande y flexible.
Sin embargo, se abandonó el experimento del batallón permanente de armas combinadas. Eran demasiado costosos para que la decadente economía soviética los reorganizara y mantuviera a fines de la década de 1980. El cambio a una estrategia militar defensiva bajo el líder soviético Mijaíl Gorbachov hizo que las reformas militares a gran escala fueran políticamente inaceptables. Los comandantes de batallón subalternos también carecían de la experiencia para manejar formaciones tan complicadas hasta más tarde en sus asignaciones de mando. Una reforma táctica adicional habría requerido que los soviéticos abandonaran los ejercicios de batalla simples e introdujeran técnicas de combate más sofisticadas hasta el nivel de compañía y pelotón, lo que solo era posible con un cuerpo de suboficiales profesionales.

### Guerras de Chechenia y Georgia
Los grupos tácticos de batallón ad hoc se formaron en el ejército ruso como una conveniencia debido a la falta de mano de obra y equipo para desplegar brigadas y divisiones de fuerza completa durante la primera y la segunda guerra de Chechenia, y también en la guerra ruso-georgiana de 2008.

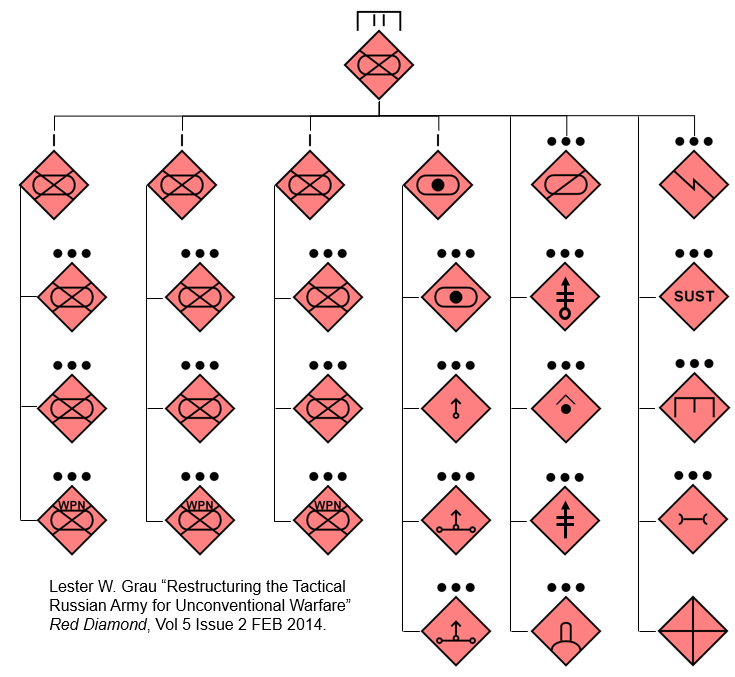
Estructura BTG rusa estándar

Después de la Guerra de Georgia, en octubre de 2008, el Ministerio de Defensa anunció que tenía la intención de reformar el ejército ruso mediante la creación de brigadas de "disposición permanente", lo que condujo a la reforma militar rusa de 2008. Después de que Anatoliy Serdyukov fuera destituido como ministro de defensa y reemplazado por Sergei Shoigu en noviembre de 2012, este plan se archivó a favor de formar BTG de “disposición permanente” dentro de las brigadas de guarnición. Estos fueron planeados para ser atendidos al 100% por soldados contratados (es decir, voluntarios no reclutados). Según fuentes citadas por la agencia rusa Interfax, la razón de esto fue la falta de mano de obra para formar brigadas de fuerza completa.

### Guerra Ruso-Ucraniana
Los informes de la guerra ruso-ucraniana citados en la edición de julio-septiembre de 2016 de la revista militar estadounidense Armor identificaron a los BTG como la mayoría de las unidades rusas desplegadas allí. Estos BTG comprendían una compañía de tanques, tres compañías de infantería mecanizada, dos compañías antitanques, dos o tres baterías de artillería y dos baterías de defensa aérea. La mayoría de los BTG desplegados en la guerra de Donbass procedían del 49.º Ejército y la 6.ª brigada de tanques de Rusia, aunque los BTG se desplegaron de casi todos los ejércitos y cuerpos de campaña del Ejército ruso. Los BTG generalmente componían aproximadamente la mitad del equipo y el personal de la brigada de despliegue. Un tercio de su personal estaba formado por soldados "contratados".
Las batallas que involucraron BTG en la guerra en Ucrania incluyeron la batalla de Mariupol, la batalla del aeropuerto de Donetsk y la batalla de Debaltseve.
Después de la Guerra de Donbass, en 2016 el Jefe del Estado Mayor de Rusia, Valery Gerasimov, anunció planes para ampliar el número de BTG de 96 a 125 para 2018. Gerasimov afirmó que los BTG serían atendidos principalmente por soldados contratados para 2018. En septiembre de 2018, Gerasimov afirmó que Rusia tenía 126 BTG "permanentemente listos para la batalla". En marzo de 2019, Shoigu, dirigiéndose a la cámara baja de la Duma rusa, afirmó que Rusia tenía 136 BTG. En agosto de 2021, Shoigu afirmó que Rusia tenía alrededor de 170 BTG.
Durante la escalada de tensiones entre Rusia y Ucrania de marzo a abril de 2021, los funcionarios estadounidenses estimaron que alrededor de 48 de los BTG de Rusia se habían trasladado a la frontera con Ucrania. Los funcionarios ucranianos estimaron que 56 BTG se trasladarían a la frontera. Durante las tensiones en la frontera entre Rusia y Ucrania a fines de 2021, los funcionarios estadounidenses estimaron que el despliegue ruso frente a Ucrania alcanzaría los 100 BTG para enero de 2022, y se estima que alrededor de 50 BTG ya estarían listos para diciembre de 2021.

## Ventajas y desventajas
La combinación de diferentes sistemas de armas, incluidos los pesados a un nivel organizativo bajo, permite que los bombardeos de artillería pesada se realicen más fácilmente y los pone a disposición para su uso táctico. Como tal, un BTG puede enfrentarse a unidades opuestas a un rango más largo que, por ejemplo, un Equipo de Combate de Brigada de EE. UU. (BCT), que no tiene armas pesadas delegadas. Hasta dos BTG pueden componer una brigada en el ejército ruso. Las divisiones y regimientos han sido reemplazados por brigadas.
Sin embargo, la relativa falta de mano de obra del BTG (se despliega con unos 200 soldados de infantería) en comparación con un BCT hace que dependa de tropas y paramilitares delegados (como las milicias prorrusas en la guerra de Donbass) para brindar seguridad a lo largo de los flancos y la retaguardia. : p. 3 Es probable que el comandante de BTG tenga que comunicarse con las tropas delegados a través de medios poco seguros y poco confiables, como teléfonos móviles. 
Según la ley rusa, los reclutas no pueden servir en BTG fuera de Rusia. Fuera de Rusia, las tropas de un BTG sirven de forma voluntaria. La mano de obra limitada del BTG hace que los comandantes sean menos propensos a participar en combates urbanos que un comandante BCT. Dado que obtienen su mano de obra y equipo principalmente a través de la canibalización de una unidad más grande, su sostenibilidad en las operaciones a largo plazo también está en duda. : pp. 11–13 